# نورا جین استراترز
نورا جین استراترز (زادهٔ ۱۱ نوامبر ۱۹۸۳) یک خواننده و ترانه‌سرای آمریکایی ساکن نشویل است که به دلیل تحسین منتقدان آمریکایی و ریشه‌های راک مشهور است.
استراترز شش ماه قبل از نقل مکان خانواده اش به ایون، کان، در فیرفکس، ویرجینیا به دنیا آمد. هنگامی که استراترز چهار ساله بود، خانواده دوباره به ریج‌وود، نیوجرسی نقل مکان کردند. او با خوانندگی و نواختن موسیقی با پدرش آلن استروترز، نوازنده بلوگراس بزرگ شد.

## آهنگ‌شناسی

### آلبوم‌های استودیویی
- صدای آواز پرندگان آبی را شنیدم، به عنوان دوستدار جاده خاکی، دوتایی با پدرش آلن استراترز (۲۰۰۸)
- نورا جین استراترز (۲۰۱۰)
- کارناوال (۲۰۱۳)
- بیدار (۲۰۱۵)
- قهرمان (۲۰۱۷)
- نورهای روشن، درایوهای طولانی، اولین کلمات (۲۰۲۰)
- بازگشت به چدن (۲۰۲۳)

### تک آهنگها
- تک آهنگ شماره ۱ (۲۰۱۴)